# Ignacio Iglesias Suárez
Ignacio Iglesias Suárez (Mieres, Astúries, 1912 - París, 2005) va ser un periodista i polític asturià.
Va néixer en una família de miners. Un dels seus oncles va ser Nemesio Suárez, un dels fundadors de la Federació Socialista Asturiana. Un altre oncle, Benjamín Escobar, va ser fundador del Partit Comunista a Astúries, que es va posicionar a favor de Trotski, com ell mateix. El seu oncle Benjamín i son pare participaren en la creació del Sindicato Único de Mineros, compartint presó i persecucions.

## Activisme revolucionari a Astúries
Va voler estudiar de pèrit mecànic i tècnic industrial, però l'activitat política el va dur cap a altres camins. A finals del 1930 organitzà la Juventud Comunista a Sama de Llangréu, però va ser expulsat del partit per les seves posicions crítiques amb el que estava passant a la URSS. Contactà amb Andreu Nin i va passar a formar part de l'Esquerra Comunista, començant a col·laborar a la revista "Comunismo".
Quan esclata la insurrecció d'Astúries va ser membre del Comitè Local de l'Aliança Obrera i, després de la derrota proletària, va aconseguir escapar a Madrid, i després a Barcelona, on Nin el va cridar al seu costat per a participar en la formació del POUM. L'abril de 1930 retornà a Llangréu.

## Guerra Civil
En esclatar la guerra civil formà part d'una columna minera que va intentar arribar fins a Madrid, enganada pel coronell Aranda, retornant a Astúries en saber que Oviedo s'havia sublevat. Incorporat al seu lloc de combat lluità contra els franquistes fins a la caiguda d'Astúries. Va poder passar a Bilbao i el gener de 1937 s'embarcà a Cantàbria per arribar a Baiona.
De Baiona anà a Barcelona on formà part de la redacció de La Batalla. Com a conseqüència dels fets de maig de 1937 va viure en primera línia la persecució contra el POUM i el segrest i assassinat d'Andreu Nin a mans dels agents de l'estalinisme. Va poder escapar de la presó i seguir durant un temps amb la publicació clandestina de La Batalla. L'estiu de 1938 s'incorporà a la 119ª brigada mixta, en un batalló comandat per Avelino Roces, jover miner de Llangréu que havia militat al Sindicato Único de Mineros, facilitant després el seu ingrés a l'escola de Guerra amb nom fals, per escapar als comissaris estalinistes del PCE i el PSUC.

## Exili
A l'exili, es va escapar del camp de concentració d'Argelers, gràcies al suport del PSOP francès i es va refugiar prop de la frontera amb Suïssa. Identificat, va ser reingressat al camp d'Argelers fin el gener de 1940. Passà a Tolosa i el novembre de 1941 va ser jutjat per un tribunal militar, amb quinze persones més, acusats de pertànyer al POUM. Fou condemnat a 15 anys de treballs forçats en el presidi d'Eysses. D'allà fou portat pels alemanys al camp de concentració de Dachau i al d'Allach, on fou alliberat el 30 d'abril de 1945 per l'exèrcit estatunidenc. A París formà part de la nova direcció del POUM.
El gener de 1953 s'incorporà al Congrés per la Llibertat de la Cultura i s'ocupà de la secretaria de redacció de Cuadernos, Mundo Nuevo i Aportes. El juny d'aquell any se separà del POUM. El 1972 es va jubilar i va viure modestament fins a la seva mort a un suburbi de l'entorn de París.

## Obres i llegat
Publicà nombrosos articles, assaigs i llibres. Entre altres:
- Trotsky y la Revolución Española Bilbao: Editorial Zero, 1976)
- El proceso contra el POUM. Un episodio de la revolución española París: Ediciones Ruedo ibérico, 1974
- La fase final de la guerra civil Barcelona: Editorial Planeta, 1977
- León Trotsky y España (1930-1939) Gijón: Ediciones Júcar, 1977).

El seu fons personal es troba dipositat en el CRAI Biblioteca Pavelló de la República de la Universitat de Barcelona. Està format per documentació diversa sobre economia de guerra i sobre el dipòsit d'or a Moscou.